# Prandocin-Wysiołek
Prandocin-Wysiołek – wieś w Polsce położona w województwie małopolskim, w powiecie krakowskim, w gminie Słomniki, przy drodze DK7.
W latach 1975–1998 miejscowość administracyjnie należała do województwa krakowskiego.

Integralne części miejscowości: Dziadówki Prandockie, Granów.
Zobacz też: Prandocin, Prandocin-Iły